# Campionati del mondo di corsa campestre 1974
Il II Campionato mondiale di corsa campestre si è svolto a Monza, in Italia, il 16 marzo 1974 al Mirabello. Vi hanno preso parte 269 atleti in rappresentanza di 23 nazioni. Il titolo maschile è stato vinto da Erik de Beck mentre quello femminile da Paola Pigni.

## Nazioni partecipanti
Qui sotto sono elencate le nazioni che hanno partecipato a questi campionati (tra parentesi il numero degli atleti per ciascuna nazione):
- Austria (4)
- Belgio (19)
- Danimarca (1)
- Finlandia (10)
- Francia (21)
- Galles (13)
- Germania Est (6)
- Germania Ovest (19)

- Inghilterra (20)
- Irlanda (20)
- Irlanda del Nord (10)
- Italia (21)
- Kuwait (6)
- Marocco (14)
- Norvegia (3)
- Paesi Bassi (7)

- Polonia (6)
- Scozia (21)
- Spagna (21)
- Stati Uniti (12)
- Svezia (3)
- Svizzera (6)
- Tunisia (6)

## Risultati

### Individuale (uomini seniores)
| Posizione | Atleta            | Nazionalità    | Tempo   |
| --------- | ----------------- | -------------- | ------- |
| Oro       | Erik de Beck      | Belgio         | 35'23"8 |
| Argento   | Mariano Haro      | Spagna         | 35'24"6 |
| Bronzo    | Karel Lismont     | Belgio         | 35'26"6 |
| 4º        | Jim Brown         | Scozia         | 35'29"2 |
| 5º        | Detlef Uhlemann   | Germania Ovest | 35'30"4 |
| 6º        | Wilfried Scholz   | Germania Est   | 35'31"8 |
| 7º        | Ray Smedley       | Inghilterra    | 35'35"8 |
| 8º        | Noel Tijou        | Francia        | 35'36"4 |
| 9º        | David Black       | Inghilterra    | 35'37"2 |
| 10º       | Franco Fava       | Italia         | 35'38"4 |
| 11º       | Bernie Ford       | Inghilterra    | 35'48"4 |
| 12º       | Manfred Kuschmann | Germania Est   | 35'54"2 |

### Squadre (uomini seniores)
| Pos.    | Atleta                                                                                           | Punti |
| ------- | ------------------------------------------------------------------------------------------------ | ----- |
| Oro     | Belgio Eric de Beck Karel Lismont Marc Smet Gaston Roelants Frank Grillaert Erik Gijselinck      | 103   |
| Argento | Inghilterra Ray Smedley Dave Black Bernie Ford Grenville Tuck Frank Briscoe Mike Beevor          | 109   |
| Bronzo  | Francia Noel Tijou Lucien Rault Pierre Liardet Jean-Jacques Prianon René Jourdan Jean-Paul Gomez | 215   |
| 4       | Germania Ovest                                                                                   | 220   |
| 5       | Germania Est                                                                                     | 226   |
| 6       | Spagna                                                                                           | 269   |
| 7       | Scozia                                                                                           | 273   |
| 8       | Italia                                                                                           | 278   |

### Individuale (uomini under 20)
| Posizione | Atleta           | Nazionalità | Tempo   |
| --------- | ---------------- | ----------- | ------- |
| Oro       | Rich Kimball     | Stati Uniti | 21'31"  |
| Argento   | Venanzio Ortis   | Italia      | 21'33"  |
| Bronzo    | John Treacy      | Irlanda     | 21'43"  |
| 4º        | Dietmar Millonig | Austria     | 21'48"  |
| 5º        | Matt Centrowitz  | Stati Uniti | 21'48"  |
| 6º        | John Roscoe      | Stati Uniti | 21'52"2 |
| 7º        | Bouchaib Zouhri  | Marocco     | 21'54"2 |
| 8º        | Mohamed Naoumi   | Marocco     | 21'55"2 |
| 9º        | Rudi Schoofs     | Belgio      | 21'56"4 |
| 10º       | Pat Davey        | Stati Uniti | 21'58"2 |
| 11º       | Guy Bourban      | Francia     | 21'59"  |
| 12º       | William Sheridan | Scozia      | 22'00"2 |

### Squadre (uomini under 20)
| Posizione | Nazione e atleti                                                    | Punti |
| --------- | ------------------------------------------------------------------- | ----- |
| Oro       | Stati Uniti Rich Kimball Matt Centrowitz John Roscoe Pat Davey      | 22    |
| Argento   | Marocco Bouchaib Zouhri Mohamed Naoumi Hamadi Massoudi Yahia Hadka  | 58    |
| Bronzo    | Italia Venanzio Ortis Giuseppe Gerbi Stefano La Sala Salvatore Anzà | 90    |
| 4         | Scozia                                                              | 93    |
| 5         | Irlanda                                                             | 95    |
| 6         | Belgio                                                              | 102   |
| 7         | Germania Ovest                                                      | 118   |
| 8         | Francia                                                             | 120   |

### Individuale (donne seniores)
| Posizione | Atleta                  | Nazionalità | Tempo   |
| --------- | ----------------------- | ----------- | ------- |
| Oro       | Paola Pigni             | Italia      | 12'42"0 |
| Argento   | Nina Holmén             | Finlandia   | 12'47"6 |
| Bronzo    | Rita Ridley             | Inghilterra | 12'54"0 |
| 4ª        | Ann Yeoman              | Inghilterra | 12'58"6 |
| 5ª        | Pirjo Vihonen           | Finlandia   | 13'02"0 |
| 6ª        | Bronisława Ludwichowska | Polonia     | 13'03"2 |
| 7ª        | Joyce Smith             | Inghilterra | 13'04"4 |
| 8ª        | Mary Stewart            | Scozia      | 13'05"6 |
| 9ª        | Carmen Valero           | Spagna      | 13'13"4 |
| 10ª       | Margherita Gargano      | Italia      | 13'14"8 |
| 11ª       | Josee van Santberghe    | Belgio      | 13'18"6 |
| 12ª       | Clara Choate            | Stati Uniti | 13'20"8 |

### Squadre (donne seniores)
| Posizione | Nazione e atleti                                                      | Punti |
| --------- | --------------------------------------------------------------------- | ----- |
| Oro       | Inghilterra Rita Ridley Ann Yeoman Joyce Smith Carol Gould            | 28    |
| Argento   | Italia Paola Pigni Margherita Gargano Silvana Cruciata Bruna Lovisolo | 50    |
| Bronzo    | Finlandia Nina Holmén Pirjo Vihonen Sinikka Tyynelä Irja Pettinen     | 61    |
| 4         | Belgio                                                                | 97    |
| 5         | Stati Uniti                                                           | 98    |
| 6         | Polonia                                                               | 98    |
| 7         | Germania Ovest                                                        | 116   |
| 8         | Scozia                                                                | 123   |

## Medagliere
Legenda
     Paese ospitante
| Posizione | Paese       | Oro | Argento | Bronzo | Totale |
| --------- | ----------- | --- | ------- | ------ | ------ |
| 1         | Belgio      | 2   | 0       | 1      | 3      |
| 2         | Stati Uniti | 2   | 0       | 0      | 2      |
| 3         | Italia      | 1   | 2       | 1      | 4      |
| 4         | Inghilterra | 1   | 1       | 1      | 3      |
| 5         | Finlandia   | 0   | 1       | 1      | 2      |
| 6         | Marocco     | 0   | 1       | 0      | 1      |
| 6         | Spagna      | 0   | 1       | 0      | 1      |
| 8         | Francia     | 0   | 0       | 1      | 1      |
| 8         | Irlanda     | 0   | 0       | 1      | 1      |
| Totale    | Totale      | 6   | 6       | 6      | 18     |